# Шукуров, Ахмеджан
Ахмеджан Шукуров (узб. Ahmadjon Shukurov; 5 июня 1909 — 14 мая 1990) — пулемётчик 336-го стрелкового полка 5-й стрелковой дивизии, сержант. Герой Советского Союза.

## Биография
Родился 5 июня 1909 года в кишлаке Шаварды (ныне — Ферганская область Узбекистана).
В Красной Армии в 1931—1933 годах и с августа 1942 года. Участник Великой Отечественной войны с сентября 1942 года.
В августе 1943 года в бою за деревню в Орловской области уничтожил пять вражеских огневых точек.
Указом Президиума Верховного Совета СССР от 27 августа 1943 года за образцовое выполнение боевых заданий командования и проявленные при этом мужество и героизм сержанту Шукурову Ахметжану присвоено звание Героя Советского Союза с вручением ордена Ленина и медали «Золотая Звезда».
Возвратился на родину. Умер 14 мая 1990 года.
Награждён орденами Ленина, Отечественной войны 1-й степени, Красной Звезды, «Знак Почёта», медалями.